# Bad Peterstal-Griesbach

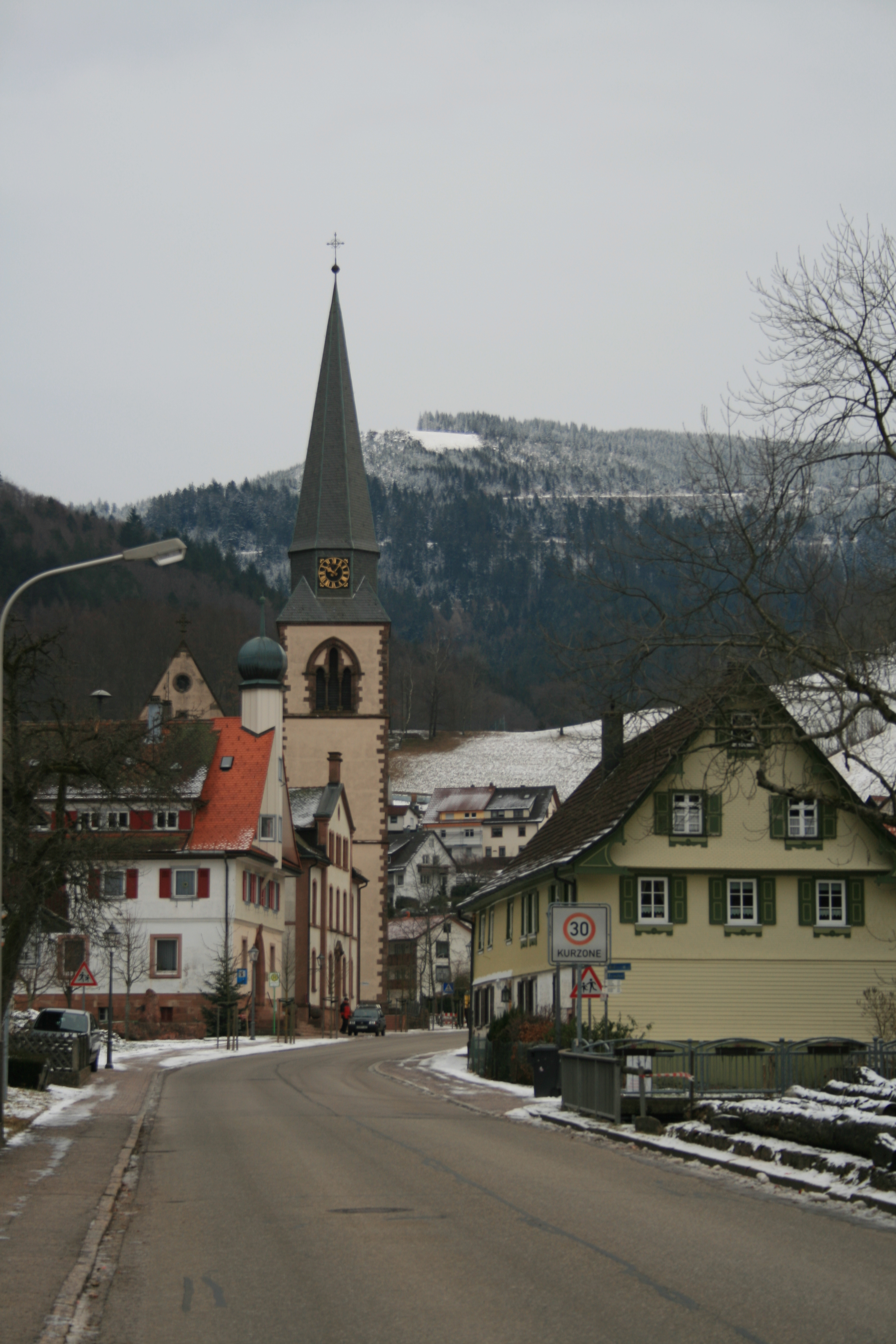
Dzielnica Bad Griesbach

Bad Peterstal-Griesbach – gmina uzdrowiskowa w Niemczech, w kraju związkowym Badenia-Wirtembergia, w rejencji Fryburg, w regionie Südlicher Oberrhein, w powiecie Ortenau, wchodzi w skład związku gmin Oberes Renchtal. Leży w Schwarzwaldzie, nad rzeką Rench, ok. 18 km na wschód od Offenburga, przy drodze krajowej B28.